# Cầu diệp Gia Lai
Cầu diệp Gia Lai (danh pháp hai phần: Bulbophyllum hiepii) là một loài phong lan thuộc chi Bulbophyllum. Đây là loài đặc hữu của Việt Nam.